# Капама
Капама̀ — болгарское блюдо, в частности, распространённое в Юго-Западной Болгарии, его готовят, запекая различные виды мяса, квашеную капусту и другие ингредиенты в горшочках.
В Болгарии капама является обязательным атрибутом праздника и подаётся гостям на свадьбах, семейных праздниках, а также на Новый год. Особенно популярно в Благоевградской области в районе Разлог.
Слово «капама» имеет тюркское происхождение и означает «закрытый». В турецкой кухне существует похожее блюдо Кузу капама из мяса ягнят.

## Приготовление
Оригинальную капаму готовят в казане на открытом огне. Но более распространён другой способ приготовления — блюдо запекают в духовке несколько часов в глиняном горшке с крышкой или в запечатанном тестом. Блюдо можно готовить по-разному, но обязательно используется несколько видов мяса.
Капаму готовят из квашеной капусты, риса, специй (чёрного перца, лаврового листа и чеснока), разных видов мяса (свинины, говядины, кровяной колбасы, колбасы, курицы, кролика и т. д.). В Разлоге добавляют также «чекъне» (красную свеклу) или торши из свеклы.
В Банско капаму готовят на чугунной сковороде, куда для тушения кладут фаршированную курицу или кролика, кровянку, голубцы, капусту и сало и готовят.
В Шумене для блюда берут свинину, телятину и курятину, добавляют сало, рис и квашеную капусту. Можно добавить заранее приготовленные капустные голубцы и колбасу. Для придания блюду аромата и вкуса используют чеснок, перец (красный и чёрный), несколько лавровых листьев и стакан красного вина. На дно термостойкой посуды (используют также глиняные горшки) выкладывают нарезанное сало, на него высыпают половину заготовленной капусты, затем мясо и голубцы, которые сверху снова покрывают капустой с рисом. Добавляют перец, лавровый лист и все это заливают вином и водой, чтобы все ингредиенты были покрыты жидкостью. Если капаму готовят в горшочке, то сверху закрывают его крышкой из теста.
Секрет вкусной капамы заключается в её длительном приготовлении на медленном огне, при этом свинина всегда кладется на дно глиняного горшка.